# Лагард, Кристин
Кристи́н Мадле́н Оде́тт Лага́рд (фр. Christine Madeleine Odette Lagarde, урождённая Лалуэтт (Lallouette); род. 1 января 1956[…], IX округ Парижа) — французский государственный деятель. Председатель Европейского центрального банка с 1 ноября 2019 года. Директор-распорядитель Международного валютного фонда (2011—2019). Первая женщина, занимавшая оба этих поста. 
Министр сельского хозяйства и рыболовства Франции (2007—2008). Министр экономики, промышленности и занятости Франции (2008—2010). Министр экономики, финансов и промышленности Франции (2010—2011). В 2019, 2020, 2022 и 2023 годах занимала второе место в рейтинге самых влиятельных женщин Forbes. 

## Биография
Родилась 1 января 1956 года в Париже в семье университетских преподавателей. Сначала Кристин выбрала для себя спортивную карьеру — входила в сборную Франции по синхронному плаванию, в 1971 году стала бронзовым призёром национального первенства. После ранней смерти отца спортивная карьера была закончена. «Когда мне было семнадцать, я получила стипендию American Field Service (международная структура, которая организует обмен школьниками по всему миру) и провела целый год в Соединенных Штатах. Другая страна, чужой язык, другая система образования сначала вызвали шок. А потом я поняла, что значит be global…».
Высшее образование получила в Университете Париж X — Нантер и в Институте политических исследований Экс-ан-Прованса.
С 1981 года работала адвокатом в одной из крупнейших в мире юридических и консалтинговых фирм — «Baker & McKenzie», Чикаго. В общей сложности 25 лет Кристин Лагард проработала в «Baker & McKenzie», где сделала карьеру и в[1999 году стала первой женщиной, возглавившей эту организацию. Под руководством Лагард адвокатский кабинет со штаб-квартирой в Чикаго удвоил свой оборот и заработал в 2004 году более $1 млрд. В 2002 году Wall Street Journal Europe поставил Кристин Лагард на пятую ступеньку в рейтинге выдающихся деловых женщин Европы. К тому же с 1995 по 2002 год она работала в Центре международных и стратегических исследований (Center for International & Strategic Studies), где возглавляла одну из комиссий совместно со Збигневом Бжезинским.
В 2005 году премьер-министр Франции Жан-Пьер Раффарен уговаривает Лагард совершить крутой поворот в карьере — вернуться во Францию и заняться политикой. Со 2 июня 2005 года — министр-делегат по внешней торговле. С 18 мая 2007 года — министр сельского хозяйства и рыболовства Франции. С 18 марта 2008 года — министр экономики, промышленности и занятости Франции, а с 14 ноября 2010 года по 29 июня 2011 года — министр экономики, финансов и промышленности Франции. Лагард — первая женщина на этом посту. Доминик Стросс-Кан отзывался о Лагард со скепсисом: «Для описания наших отношений с мадам Лагард слово „уважение“ вряд ли подходит, — говорил он. — Она некомпетентна, это всего лишь красивый фасад». Многих Лагард шокировала своей американской прямотой. Через несколько месяцев после назначения на должность министра финансов она заявила публично: «Если бензин слишком дорог, французам нужно пересесть на велосипеды». Журналисты сравнили её с Марией-Антуанеттой, которой приписывают фразу «У народа нет хлеба? Так пусть едят пирожные», и окрестили её Мадам Бестактность (фр. La gaffe, «бестактность», созвучно фамилии Lagarde).
Входит в число самых влиятельных женщин мира по версии журнала «Forbes», в декабре 2019 года заняла второе место в рейтинге, уступив по влиятельности лишь Ангеле Меркель. Играет в теннис. Мать двоих сыновей.

### Директор-распорядитель МВФ
28 июня 2011 года избрана директором-распорядителем Международного валютного фонда. К исполнению обязанностей приступила с 5 июля 2011 года.
19 февраля 2016 года Совет директоров Международного валютного фонда переизбрал Кристин Лагард на пост директора-распорядителя МВФ. 16 июля 2019 года сообщила о своей отставке с занимаемой должности с 12 сентября 2019 года.

### Глава Европейского Центробанка
17 сентября 2019 года Европарламент проголосовал за одобрение кандидатуры Кристин Лагард на должность главы Европейского Центробанка (394 — за, 206 — против).
18 октября 2019 года на саммите Евросоюза утверждена в должности сроком на 8 лет, дата начала полномочий — 1 ноября 2019 года.

## Обвинения в преступной халатности и коррупции
17 декабря 2015 года в Париже официальный представитель Суда Республики сообщил о том, что Глава Международного валютного фонда Кристин Лагард предстанет перед французским судом. Бывший министр финансов Франции является одним из фигурантов «дела Тапи» и обвиняется в преступной халатности. Речь идет о продаже известным бизнесменом и политиком Бернаром Тапи в 1993 году контрольного пакета акций компании Adidas. Для заключения сделки был создан консорциум под управлением государственного банка Credit Lyonnais. После продажи Тапи обвинил банк в махинациях и потребовал возмещения ущерба. В 2007 году по инициативе Лагард дело было передано в арбитраж, по решению которого предприниматель получил от финансовой госструктуры свыше 400 миллионов евро в качестве компенсации. В 2013 году консорциум подал жалобу на решение арбитража. Позднее Тапи было предъявлено обвинение в мошенничестве в составе преступной группы. В феврале 2015 года кассационный суд отменил решение арбитража. А в начале декабря суд постановил, что Тапи должен вернуть полученные им 400 миллионов евро. Следствие обвиняет Лагард в преступной халатности, приведшей к незаконной растрате государственных фондов и выплате из них более 400 миллионов евро Бернару Тапи. Передача дела в суд стала неожиданным решением, так как прокурор настаивал на прекращении расследования в отношении Лагард. Сама глава МВФ оценивает обвинения как «абсолютно бездоказательные». Представитель МВФ заявил, что по решению членов совета директоров Лагард может продолжить работу на посту руководителя этой организации.

## Награды
- Офицер ордена Почётного легиона (6 апреля 2012 года)[21][22].
- Кавалер ордена Почётного легиона (13 июля 2000 года)[22][23].
- Командор ордена «За заслуги» (2021)
- Командор ордена Сельскохозяйственных заслуг (14 июля 2008 года)[22].
- Командор ордена Морских заслуг (17 января 2002 года)[24].
- Великий офицер Национального ордена Кот-д’Ивуар (Кот-д’Ивуар, 2013 год)[25].
- Орден Дружбы (Россия, 4 ноября 2010 года) — за большой вклад в развитие культурных связей с Российской Федерацией, сохранение и популяризацию русского языка и русской культуры за рубежом[26].

## Почётные степени и признание
- Почётный доктор Лёвенского католического университета (29 октября 2012 года)[27].
- Почётный доктор Монреальского университета (9 июня 2014 года)[28].
- Несколько раз входила в первую десятку в рейтинге самых влиятельных женщин в мире, опубликованном журналом Forbes, заняв 9-е место в 2011 году, 8 в 2012 году, 7-е в 2013 году, 5 в 2014 году и 1-е в 2016[29].